# Dongolo
Dongolan är en näst intill utdöd hästras som utvecklades i norra Sudan och västra Eritrea. Det finns tre olika varianter av samma ras, västafrikansk dongola, sudanesisk häst (Sudan Country Bred) och den klassiska dongolan. Det finns inget speciellt som skiljer dessa raser ifrån mer än att den västafrikanska dongolan avlas i västra Afrika medan de andra två typerna avlas i ursprungsländerna Sudan och Eritrea. Det finns även lokala varianter av dongolan i de flesta afrikanska länder.
Dongolan anses ofta vara en sämre variant av den nordafrikanska berberhästen, men har troligtvis även influerats av iberiska hästar som förts från Spanien och Portugal till norra Afrika när det fanns en landbrygga mellan kontinenterna. Den renrasiga dongolan är idag nästan utrotad men åtgärder har tagits för att rädda rasen.

## Historia
Dongolans historia är relativt okänd men rasen härstammar från Dongola-provinsen i Sudan. Teorier finns om att dongolan inte är något annat än en sämre variant av den nordafrikanska berberhästen, men det finns även teorier om att dongolan influerats av iberiska hästar som fördes från Spanien och Portugal under morernas invasion på 700-talet e.Kr. Ytterligare fördes till Egypten från det historiska området Numidien under 1400-talet, de flesta av dessa hästar tungt influerade av de iberiska hästarna.
Dongolan har främst kopplats samman med Fulanifolket. Fulanifolket är hel- eller halvnomader som avlade dongolahästarna med stor omsorg. Fulanifolket finns över hela Afrika och hjälpte till att sprida dongolan. När denna ras spreds vidare så utvecklades även olika lokala varianter av rasen. Dongolan har dock kommit att bli dominerande i Kamerun och Sudan där man fortfarande avlar på den klassiska dongolan.
Det finns även några bevis på att rasen utvecklades ytterligare ur de hästar som kom till Afrika från Italien då Eritrea skapades som en italiensk koloni år 1890. Teorierna var att dessa italienska hästar avlades med hästar från Etiopien då dessa två länder tillsammans bildade en federation under FN:s order. Men det utbröt krig mellan Eritrea och Etiopien och kvar blev dessa korsningar som kom att tillhöra Eritrea och dessa kallades då dongola.
Idag är dongolan inte utrotningshotad då det finns många individer av de olika varianterna, men rasen är ovanlig och det är idag svårt att få tag på den klassiska dongolan. Många dongolahästar utavlas med Berberhästar eller korsningar Berber-arab. Förbättringar krävs dock hos rasen som ofta är i dålig kvalitet. Då man ofta anser att hingstar är bättre ridhästar och bättre i tävling än ston är avelsmaterialet mycket dåligt och ston får oftast importeras från Tchad eller Sudan. Institutet för djurforskning i Garoua startade under slutet av 1900-talet ett program för att förbättra rasen genom att avla selektivt på utvalda dongolahästar av hög kvalitet.

## Egenskaper
Dongolan är en nätt, liten häst som är värmetålig men dock på väg att dö ut då varken Sudan eller Eritrea har skyddsprogram för olika raser och många hästar dödades under kriget. De exemplar som finns kvar används mest till transport och packning i Sudan och Eritrea.
Dongolan kan variera något i utseende beroende på var de föds upp. Den klassiska dongolan är dock ca 140–150 cm i mankhöjd och är oftast en rödaktig ton av brun eller fux men även svarta hästar finns. Vita tecken i ansikte eller på benen är vanliga. De dongolahästar som föds upp i Kamerun utmärks av en utåtbuktande nosrygg och att de är energiska och vitala. Många dongolahästar har ett stort och oattraktivt huvud, lång rygg och ett platt kors, samt smala ben. Dock är dongolahästarna tåliga och klarar sig på lite foder, något som är viktigt bland fattigare uppfödare.

## Lokala varianter
Dongolan finns idag i flera olika varianter, beroende på var de föds upp. Den klassiska dongolan från Kamerun, den västafrikanska dongolan och den sudanesiska dongolan är de tre största varianterna men av den västafrikanska dongolan finns ännu fler varianter.

### Bahr-El-Ghazal
Bahr-El-Ghazal är en variant av den västafrikanska dongolan som främst avlas i Tchad, i områdena Kreda och Ganaston. Denna variant är i genomsnitt högre än den klassiska dongolan med en mankhöjd på runt 150 cm. Denna variant är också mycket talrik med runt 10 000 hästar.

### Bandiagara
Bandiagara kallas en västafrikansk variant som avlas i Mali. Denna variant har visat sig vara immun mot de flesta olika varianter av Trypanosoma, sjukdomar som orsakas av parasiter. Bandigiaran är något mindre än den traditionella dongolan med en mankhöjd som stadigt ligger runt 140 cm.

### Hausa, Bornu
Hausa, även kallad bornu kallas den variant som avlas i Nigeria.

### Mossi, songhai, yagha
Mossi, songhai och yagha är varianter av dongolan som föds upp i Niger.